# Estación de Plaza Molina
Plaza Molina (en catalán y oficialmente Plaça Molina) es una estación de ferrocarril metropolitano de la red de Ferrocarriles de la Generalidad de Cataluña (FGC) perteneciente a la línea 7 o línea de Balmes, incluida dentro del bloque de la línea Barcelona-Vallés situada en el distrito de Sarriá-San Gervasio de Barcelona bajo la plaza del mismo nombre. La estación tuvo en 2018 un tráfico de 663 553 pasajeros, de los cuales 81 115 correspondieron a la línea 7 de metro.

## Situación ferroviaria
Se encuentra en el punto kilométrico 0,6 de la línea férrea de ancho internacional Gracia-Avenida Tibidabo, a 66 metros de altitud. El tramo es de vía doble y está electrificado.

## Historia

### Inicios
El ramal ya aparecía en el Plan de Enlaces Ferroviarios de 1933, partiendo de la estación de Gracia del ferrocarril de Sarriá (inaugurado en 1863) hasta la estación de Avenida Tibidabo, con cuatro nuevas estaciones: Plaza Molina, Padua, el Putxet y Avenida Tibidabo. Tendría una longitud de 1.860 metros que circularían bajo la Calle de Balmes y la Plaza de Molina hasta la Avenida del Tibidabo.
El ramal de Tibidabo, o Gracia - Avenida Tibidabo, fue inaugurado como un nuevo ramal del Tren de Sarriá por concesión del Ayuntamiento de Barcelona a la Compañía del Ferrocarril de Sarriá a Barcelona (FSB), que ya dependía de Ferrocarriles de Cataluña (FCC). La estación actual se inauguró el 30 de diciembre de 1953 cuando se abrió al público el ramal desde la estación de Gracia hasta la de Avenida Tibidabo. Siempre ha sido una estación con tráfico exclusivo de trenes urbanos o metropolitanos.

### Declive y transferencia a FEVE
La Compañía del Ferrocarril de Sarriá a Barcelona (FSB),  a partir de la década de 1970 empezó a sufrir problemas financieros debido a la inflación, el aumento de los gastos de explotación y tarifas obligadas sin ninguna compensación. En 1977 después de pedir subvenciones a diferentes instituciones, solicitó el rescate de la concesión de las líneas urbanas pero el Ayuntamiento de Barcelona denegó la petición y el 23 de mayo de 1977 se anunció la clausura de la red a partir del 20 de junio.
Para evitar el cierre de la red de FSB, el 17 de junio de 1977 por Real decreto se transfirieron las líneas a Ferrocarriles de Vía Estrecha (FEVE) de forma provisional, mientras el Ministerio de Obras Públicas del Gobierno de España, la Diputación de Barcelona, la Corporación Metropolitana de Barcelona y la Ayuntamiento de Barcelona estudiaban el régimen de explotación de esta red. Debido a la indefinición se produjo una degradación del material e instalaciones, que en algún momento determinaron la paralización de la explotación.

### Bajo FGC
Con la instauración de la Generalidad de Cataluña, el Gobierno de España traspasó a ésta la gestión de las líneas explotadas por FEVE en Cataluña, gestionando así los Ferrocarriles de Cataluña (FCC) a través del Departamento de Política Territorial y Obras Públicas (DPTOP) hasta que se creó en 1979 la empresa Ferrocarriles de la Generalidad de Cataluña (FGC), la cual integraba el 7 de noviembre de 1979 a su red estos ferrocarriles con la denominación Línea Cataluña y Sarriá.
A partir de 1979 se impulsó una gran modernización de la línea debido a su deficiente estado. En julio de 1996, la actual L7 se integró bajo la marca Metro del Vallés, lo que se tradujo en un aumento de los servicios y frecuencia de paso de los trenes, acompañado de un cambio de imagen. Los servicios se numeraron, empezando a utilizar el color marrón y la identificación «U7» (U por urbano)
En 2003, junto con la puesta en funcionamiento de la línea 11, la U7 se integra en la red del Metro de Barcelona, pasando a formar parte de la numeración del suburbano y adquiriendo así su nombre actual: «L7».
Un pasillo de enlace comunica desde la primavera del 2009 esta estación y la de San Gervasio, cuyos accesos se encuentran en la misma plaza. También entró en servicio un nuevo vestíbulo común.

## La estación[2]
Está situada bajo la calle Balmes, entre la plaza Molina y la calle Guillermo Tell. Contaba con dos accesos, uno por cada andén, ya que no había espacio para hacer un vestíbulo común dada la poca profundidad a la que se ubica. El interior de la estación consta de las dos vías generales con andenes laterales de 60 metros de longitud, que permiten la parada de trenes de 3 coches. En 2009 se puso en servicio la remodelación completa de las instalaciones, que incluye una nueva interconexión directa con la estación de San Gervasio, que se encuentra muy próxima. La estación tiene acceso desde el lado este de la calle Balmes y otro en el centro de la plaza, que es común con la de San Gervasio en la línea general de Sarriá. El acceso desde Balmes tiene una entrada con escaleras fijas y un ascensor, que conduce a un vestíbulo con máquinas expendedoras de billetes y barreras de control de acceso. Desde éste vestíbulo una pasillo conduce al andén sentido Avenida Tibidabo (vía 1). El segundo acceso es común con la estación de San Gervasio y tiene una entrada con escaleras fijas y una escalera mecánica. Además, el antiguo edificio de inspiración modernista de San Gervasio alberga un ascensor para bajar al nivel del vestíbulo. En este vestíbulo común hay máquinas expendedoras de billetes y barreras de control de accesos. Desde el nivel del vestíbulo se puede acceder sin escalones al andén hacia Plaza de Cataluña (vía 2) de Plaza Molina. Hay escaleras fijas que conectan directamente con el andén hacia Plaza de Cataluña de Plaza Molina con la plataforma hacia Sarriá de San Gervasio. En un nivel intermedio de estas escaleras hay un escalón inferior que conecta los dos andenes de la estación de Plaza Molina.

## Servicios ferroviarios
El horario de la estación se puede descargar del siguiente enlace. El plano de las líneas del Vallés en este enlace. El plano integrado de la red ferroviaria de Barcelona puede descargarse en este enlace.
| << cabecera                   | < estación | línea | estación > | cabecera >>      |
| ----------------------------- | ---------- | ----- | ---------- | ---------------- |
| Línea Barcelona-Vallés de FGC |            |       |            |                  |
| Barcelona-Plaza de Cataluña   | Gracia     |       | Padua      | Avenida Tibidabo |